# Toyoda Kiichirō
Toyoda Kiichirō (豊田 喜一郎 (Phong Điền Hỉ Nhất Lang)  sinh ngày 11 tháng 6 năm 1894, mất ngày 27 tháng 3 năm 1952) là nhà tư bản công nghiệp người Nhật Bản và là con trai của người sáng lập Toyoda Loom Works - Toyoda Sakichi. Toyoda Kiichiro là người đã đưa quyết định chuyển Toyoda Loom Works sang lĩnh vực sản xuất xe hơi, được coi như là một doanh nhân mạo hiểm ở đúng thời điểm. Một thời gian ngắn trước khi Toyoda Sakichi chết, ông khuyên con trai nên theo đuổi ước mơ của mình, theo đuổi ngành sản xuất ô tô, Kiichirō sau đó đã sáng lập ra công ty Motor Toyota.
Ông quyết định từ chức khỏi công ty vào năm 1948 sau những việc buôn bán và lợi nhuận giảm sút, ông qua đời bốn năm sau đó. Vào năm 1957, người em họ và cũng là bạn thân của ông Toyoda Eiji trở thành chủ tịch của công ty Toyota Motor, sau đó Toyoda Eiji đã chứng kiến công ty trong suốt quãng thời gian nó vươn ra thành công khắp các thị trường thế giới cũng như sự ra đời của dòng sản phẩm xe hơi sang trọng nổi tiếng nhất Nhật Bản - Lexus.